# Pot-Black
Il Pot-Black è stato un torneo professionistico di snooker, non valido per il Ranking, che si è disputato dal 1969 al 1986 e nel 1993 a Birmingham, nel 1991 a Stoke-on-Trent, nel 1992 a Blackpool, tra il 2005 e il 2006 a Londra e nel 2007 a Sheffield, in Inghilterra.

## Albo d'oro
| Edizione      | Vincitore       | Finalista      | Risultato      | Stagione              | Città          | Impianto              | Tipologia   | Note   |
| ------------- | --------------- | -------------- | -------------- | --------------------- | -------------- | --------------------- | ----------- | ------ |
| 1969          | Ray Reardon     | John Spencer   | 1 - 0 (88-29)  | 1968-1969             | Birmingham     | BBC Studios           | Non-Ranking | [ 2 ]  |
| 1970          | John Spencer    | Ray Reardon    | 1 - 0 (88-27)  | 1969-1970             | Birmingham     | BBC Studios           | Non-Ranking | [ 3 ]  |
| 1971          | John Spencer    | Fred Davis     | 1 - 0 (61-40)  | 1970-1971             | Birmingham     | BBC Studios           | Non-Ranking | [ 4 ]  |
| 1972          | Eddie Charlton  | Ray Reardon    | 1 - 0 (75-43)  | 1971-1972             | Birmingham     | BBC Studios           | Non-Ranking | [ 5 ]  |
| 1973          | Eddie Charlton  | Rex Williams   | 1 - 0 (93-33)  | 1972-1973             | Birmingham     | Pebble Mill Studios   | Non-Ranking | [ 6 ]  |
| 1974          | Graham Miles    | John Spencer   | 2 - 0 (147-86) | 1973-1974             | Birmingham     | Pebble Mill Studios   | Non-Ranking | [ 8 ]  |
| 1975          | Graham Miles    | Dennis Taylor  | 1 - 0 (81-27)  | 1974-1975             | Birmingham     | Pebble Mill Studios   | Non-Ranking | [ 9 ]  |
| 1976          | John Spencer    | Dennis Taylor  | 1 - 0 (69-42)  | 1975-1976             | Birmingham     | Pebble Mill Studios   | Non-Ranking | [ 10 ] |
| 1977          | Perrie Mans     | Doug Mountjoy  | 1 - 0 (90-21)  | 1976-1977             | Birmingham     | Pebble Mill Studios   | Non-Ranking | [ 11 ] |
| 1978          | Doug Mountjoy   | Graham Miles   | 2 - 1          | 1977-1978             | Birmingham     | Pebble Mill Studios   | Non-Ranking | [ 12 ] |
| 1979          | Ray Reardon     | Doug Mountjoy  | 2 - 1          | 1978-1979             | Birmingham     | Pebble Mill Studios   | Non-Ranking | [ 13 ] |
| 1980          | Eddie Charlton  | Ray Reardon    | 2 - 1          | 1979-1980             | Birmingham     | Pebble Mill Studios   | Non-Ranking | [ 14 ] |
| 1981          | Cliff Thorburn  | Jim Wych       | 2 - 0          | 1980-1981             | Birmingham     | Pebble Mill Studios   | Non-Ranking | [ 15 ] |
| 1982          | Steve Davis     | Eddie Charlton | 2 - 0          | 1981-1982             | Birmingham     | Pebble Mill Studios   | Non-Ranking | [ 16 ] |
| 1983          | Steve Davis     | Ray Reardon    | 2 - 0          | 1982-1983             | Birmingham     | Pebble Mill Studios   | Non-Ranking | [ 17 ] |
| 1984          | Terry Griffiths | John Spencer   | 2 - 1          | 1983-1984             | Birmingham     | Pebble Mill Studios   | Non-Ranking | [ 18 ] |
| 1985          | Doug Mountjoy   | Jimmy White    | 2 - 0          | 1984-1985             | Birmingham     | Pebble Mill Studios   | Non-Ranking | [ 19 ] |
| 1986          | Jimmy White     | Kirk Stevens   | 2 - 0          | 1985-1986             | Birmingham     | Pebble Mill Studios   | Non-Ranking | [ 20 ] |
| Non disputato | Non disputato   | Non disputato  | Non disputato  | 1986-1987 - 1990-1991 |                |                       |             |        |
| 1991          | Steve Davis     | Stephen Hendry | 2 - 1          | 1991-1992             | Stoke-on-Trent | Trentham Gardens      | Non-Ranking | [ 21 ] |
| 1992          | Neal Foulds     | James Wattana  | 1 - 0          | 1992-1993             | Blackpool      | Norbreck Hydro        | Non-Ranking | [ 1 ]  |
| 1993          | Steve Davis     | Mike Hallett   | 2 - 0          | 1993-1994             | Birmingham     | Pebble Mill Studios   | Non-Ranking | [ 22 ] |
| Non disputato | Non disputato   | Non disputato  | Non disputato  | 1994-1995 - 2004-2005 |                |                       |             |        |
| 2005          | Matthew Stevens | Shaun Murphy   | 1 - 0 (53-27)  | 2005-2006             | Londra         | Royal Automobile Club | Non-Ranking | [ 23 ] |
| 2006          | Mark Williams   | John Higgins   | 1 - 0 (119-13) | 2006-2007             | Londra         | Royal Automobile Club | Non-Ranking | [ 24 ] |
| 2007          | Ken Doherty     | Shaun Murphy   | 1 - 0 (71-36)  | 2007-2008             | Sheffield      | Sheffield City Hall   | Non-Ranking | [ 25 ] |

## Statistiche

### Finalisti
| N° | Giocatore       | Finali vinte | Finali perse | Totale |
| -- | --------------- | ------------ | ------------ | ------ |
| 1  | John Spencer    | 3            | 3            | 6      |
| 2  | Ray Reardon     | 2            | 4            | 6      |
| 3  | Steve Davis     | 4            | 0            | 4      |
| 4  | Eddie Charlton  | 3            | 1            | 4      |
| 5  | Doug Mountjoy   | 2            | 2            | 4      |
| 6  | Graham Miles    | 2            | 1            | 3      |
| 7  | Jimmy White     | 1            | 1            | 2      |
| 8  | Dennis Taylor   | 0            | 2            | 2      |
| 9  | Shaun Murphy    | 0            | 2            | 2      |
| 10 | Perrie Mans     | 1            | 0            | 1      |
| 11 | Cliff Thorburn  | 1            | 0            | 1      |
| 12 | Terry Griffiths | 1            | 0            | 1      |
| 13 | Neal Foulds     | 1            | 0            | 1      |
| 14 | Matthew Stevens | 1            | 0            | 1      |
| 15 | Mark Williams   | 1            | 0            | 1      |
| 16 | Ken Doherty     | 1            | 0            | 1      |
| 17 | Fred Davis      | 0            | 1            | 1      |
| 18 | Rex Williams    | 0            | 1            | 1      |
| 19 | Jim Wych        | 0            | 1            | 1      |
| 20 | Kirk Stevens    | 0            | 1            | 1      |
| 21 | Stephen Hendry  | 0            | 1            | 1      |
| 22 | James Wattana   | 0            | 1            | 1      |
| 23 | Mike Hallett    | 0            | 1            | 1      |
| 24 | John Higgins    | 0            | 1            | 1      |

### Finalisti per nazione
| N° | Nazione          | Finali vinte | Finali perse | Totale |
| -- | ---------------- | ------------ | ------------ | ------ |
| 1  | Inghilterra      | 11           | 10           | 21     |
| 2  | Galles           | 7            | 6            | 13     |
| 3  | Australia        | 3            | 1            | 4      |
| 4  | Canada           | 1            | 2            | 3      |
| 5  | Irlanda del Nord | 0            | 2            | 2      |
| 6  | Scozia           | 0            | 2            | 2      |
| 7  | Sudafrica        | 1            | 0            | 1      |
| 8  | Irlanda          | 1            | 0            | 1      |
| 9  | Thailandia       | 0            | 1            | 1      |

- Vincitore più giovane: Jimmy White (24 anni, 1986)
- Vincitore più anziano: Eddie Charlton (51 anni, 1980)

### Century break
Durante il corso delle 24 edizioni del torneo sono stati realizzati 6 century breaks.
| Giocatore      | Century breaks | Miglior break | Edizione |
| -------------- | -------------- | ------------- | -------- |
| Mark Williams  | 1              | 119           | 2006     |
| Shaun Murphy   | 1              | 111           | 2005     |
| Eddie Charlton | 1              | 110           | 1973     |
| Jimmy White    | 1              | 106           | 1986     |
| David Roe      | 1              | 104           | 1993     |
| Doug Mountjoy  | 1              | 101           | 1978     |

### Montepremi
| Edizione | Montepremi |
| -------- | ---------- |
| 1969     | £1000      |
| 1970     |            |
| 1971     |            |
| 1972     |            |
| 1972     |            |
| 1973     | £1000      |
| 1974     | £1000      |
| 1975     |            |
| 1976     |            |
| 1977     |            |
| 1978     |            |
| 1979     |            |
| 1980     |            |
| 1981     |            |
| 1982     | £18000     |
| 1983     | £16000     |
| 1984     | £40750     |
| 1985     |            |
| 1986     |            |
| 1991     | £33000     |
| 1992     |            |
| 1993     | £34000     |
| 2005     | £38000     |
| 2006     | £40000     |
| 2007     | £40000     |